# Blekfotad stekelrovfluga
Blekfotad stekelrovfluga (Dioctria linearis) är en tvåvingeart som först beskrevs av Fabricius 1787.  Blekfotad stekelrovfluga ingår i släktet Dioctria och familjen rovflugor. Enligt den svenska rödlistan är arten nationellt utdöd i Sverige. . Arten har tidigare förekommit i Götaland men är numera lokalt utdöd. Artens livsmiljö är skogslandskap, jordbrukslandskap. Inga underarter finns listade i Catalogue of Life.